# ATM Rozrywka
ATM Rozrywka – polska stacja telewizyjna należąca do ATM Grupy i Telewizji Polsat nadająca w latach 2012–2021. Jej ofertę programową stanowiły głównie archiwalne produkcje ATM Grupy.

## Historia
Stacja rozpoczęła emisję 20 lutego 2012 na satelicie Hot Bird 8 i tego samego dnia dostęp do niej otrzymali abonenci Cyfrowego Polsatu. 29 lutego nadawca kanału podpisał umowę z firmą EmiTel na retransmisję sygnału do nadajników naziemnej telewizji cyfrowej w MUX-1. 3 marca 2012 została dodana oryginalna ścieżka dźwiękowa. 5 marca zawieszono emisję stacji z powodu żałoby narodowej po katastrofie kolejowej, a przywrócono ją 7 marca. 31 lipca 2012 zakończono emisję testową, a 1 sierpnia 2012 nastąpił oficjalny start kanału. Tego samego dnia kanał powiększył zasięg o sieć UPC Polska. Od 1 października 2015 stacja była dostępna na platformie Canal+, natomiast 20 grudnia 2019 kanał zadebiutował na platformie Netia.
Stacja nadawała na satelicie Eutelsat Hot Bird 13B i za pomocą naziemnej telewizji cyfrowej w ramach multipleksu pierwszego.
Emisja testowa stacji rozpoczęła się 20 lutego 2012 roku (początkowo nadawano pasy testowe). 12 kwietnia 2012 ATM Rozrywka zmieniła ramówkę, wprowadzając zamiast seriali internetowych (The Bars, Pitu Pitu, Łazienka, Baśka Blog, Klatka B i Bee Like Avril Lavigne) programy z archiwum grupy ATM (realizowanych głównie dla telewizji Polsat).
1 sierpnia 2012 ATM Rozrywka zakończyła emisję testową i nastąpiło oficjalne rozpoczęcie nadawania. Wprowadzono nowe logo, dostosowano ramówkę, rozpoczęto emisję reklam.
Kanał zakończył nadawanie w nocy z 24 na 25 lutego 2021 roku o godzinie 23.59, co miało związek z brakiem decyzji o przedłużeniu koncesji na nadawanie stacji w naziemnej telewizji cyfrowej. Ostatnim wyemitowanym programem był odcinek serialu Doktor Martin (pierwotnie planowano wyemitować film Wielkie zimno). Po jego wyemitowaniu: w naziemnej telewizji cyfrowej kanał zakończył nadawanie, natomiast w sieciach kablowych i przekazie satelitarnym widniało tło z napisami o zakończeniu nadawania. W przekazie satelitarnym kanał zmienił identyfikator na numer 195. W połowie marca operator przekazu satelitarnego (Cyfrowy Polsat) zakończył również emisję planszy z informacją o zakończeniu nadawania. 16 czerwca 2022 roku MWE Networks zakupiło kompletne archiwum oryginalnych produkcji kanału, w skład którego wchodzą m.in. seriale Zameldowani i Kozetka.
W 2021 roku ATM rozrywka zastąpił kanał antena hd (testowo silver tv)

## Logo
| Okres obowiązywania                | Opis | Ilustracja |
| ---------------------------------- | --- | ---------- |
| 20 lutego 2012 – 16 kwietnia 2012  | Logo ATM i „przyklejony” napis Rozrywka TV na niebieskim tle. Na ekranie półprzezroczyste.                                                                                     | —          |
| 16 kwietnia 2012 – 1 sierpnia 2012 | Logo podobne do poprzedniego. Rozrywka TV doczepiona na dolną część loga, logo ATM nie wychodzi zza tła i całe logo jest okręcone w lewo. Na ekranie półprzezroczyste i szare. | —          |
| 1 sierpnia 2012 – 24 lutego 2021   | Po przekątnej pomarańczowego prostokąta biały napis atm, poniżej szary napis rozrywka.                                                                                         |            |